# General Rodolfo Sánchez Taboada International Airport
General Rodolfo Sánchez Taboada International Airport är en flygplats i Mexiko.   Den ligger i kommunen Mexicali och delstaten Baja California, i den nordvästra delen av landet, 2 200 km nordväst om huvudstaden Mexico City. General Rodolfo Sánchez Taboada International Airport ligger 19 meter över havet.
Terrängen runt General Rodolfo Sánchez Taboada International Airport är mycket platt. Runt General Rodolfo Sánchez Taboada International Airport är det ganska tätbefolkat, med 58 invånare per kvadratkilometer. Närmaste större samhälle är Mexicali, 19,3 km väster om General Rodolfo Sánchez Taboada International Airport. Trakten runt General Rodolfo Sánchez Taboada International Airport består till största delen av jordbruksmark.